# Carpologia
Carpologia é uma disciplina de botânica dedicada ao estudo de sementes e frutos. O inventor alemão Joseph Gaertner, médico e botânico que viveu no século 18 e dedicou sua vida ao estudo da história natural, é considerado o inventor. Quando a disciplina é aplicada a restos arqueológicos, é conhecida como paleocarpologia, que por sua vez está localizada na ciência paleobotânica.